# علي كوك
علي كوك (بالإنجليزية: Ali Cook)‏ هو ممثل بريطاني، ولد في 26 أبريل 1975 في المملكة المتحدة.

## وصلات خارجية
- علي كوك على موقع IMDb (الإنجليزية)
- علي كوك على موقع قاعدة بيانات الفيلم (الإنجليزية)